# Större ärletyrann
Större ärletyrann (Stigmatura budytoides) är en fågel i familjen tyranner inom ordningen tättingar.

## Utseende och läte
Större ärletyrann är en distinkt tyrann med en mycket lång vitspetsad stjärt. Den är olivgrön på ryggen och gul på undersidan. Mängden vitt på vingen varierar mellan underarter. Sången består av ett mycket snabbt tjatter. 

## Utbredning och systematik
Större ärletyrann delas in i fyra underarter:
- budytoides-gruppen
  - Stigmatura budytoides budytoides – förekommer i södra Bolivia (södra Cochabamba till Tarija)
  - Stigmatura budytoides inzonata – förekommer från sydöstra Bolivia till västra Paraguay och norra Argentina
  - Stigmatura budytoides flavocinerea - förekommer i centrala Argentina
- Stigmatura budytoides gracilis – förekommer i nordöstra Brasilien (Pernambuco och norra Bahia)

## Levnadssätt
Större ärletyrann hittas i torra och buskiga områden och galleriskog. Där ses den födosöka på alla nivåer.

## Status
Arten har ett stort utbredningsområde och beståndet anses vara stabilt. Internationella naturvårdsunionen IUCN listar den därför som livskraftig (LC).